# Aïda Fall
Pour les articles homonymes, voir Fall.
Aïda Fall, née le 10 novembre 1986 aux Pavillons-sous-Bois, est une joueuse sénégalaise de basket-ball.

## Carrière
Aïda Fall entre en centre de formation à Valenciennes (2004-2005) avant de rejoindre Calais de 2006 à 2007. Elle évolue de 2008 à 2010 à Challes-les-Eaux, puis à l'US Laveyron de 2010 à 2012, au Limoges ABC de 2012 à 2013, au Le Havre de 2013 à 2015, puis à Rezé en troisième division.
Avec l'équipe du Sénégal de basket-ball féminin, elle est médaillée d'or aux Jeux africains de 2011 et participe aux Jeux olympiques d'été de 2016 à Londres. Elle est médaillée d'argent au championnat d'Afrique 2019.